# Bodtjärnen (Ytterhogdals socken, Hälsingland, 690315-145770)
Bodtjärnen är en sjö i Härjedalens kommun i Hälsingland och ingår i Ljusnans huvudavrinningsområde. Sjön har en area på 0,218 kvadratkilometer och ligger 288,3 meter över havet.

## Delavrinningsområde
Bodtjärnen ingår i det delavrinningsområde (690456-145635) som SMHI kallar för Inloppet i Storvattnet. Medelhöjden är 353 meter över havet och ytan är 12,69 kvadratkilometer. Det finns inga avrinningsområden uppströms utan avrinningsområdet är högsta punkten. Ölån som avvattnar avrinningsområdet har biflödesordning 3, vilket innebär att vattnet flödar genom totalt 3 vattendrag innan det når havet efter 212 kilometer. Avrinningsområdet består mestadels av skog (82 procent). Avrinningsområdet har 0,39 kvadratkilometer vattenytor vilket ger det en sjöprocent på 3,1 procent.